# Euspilotus wacoensis
Euspilotus wacoensis är en skalbaggsart som först beskrevs av Horn 1873.  Euspilotus wacoensis ingår i släktet Euspilotus och familjen stumpbaggar. Inga underarter finns listade i Catalogue of Life.